# Lubomierz (powiat limanowski)

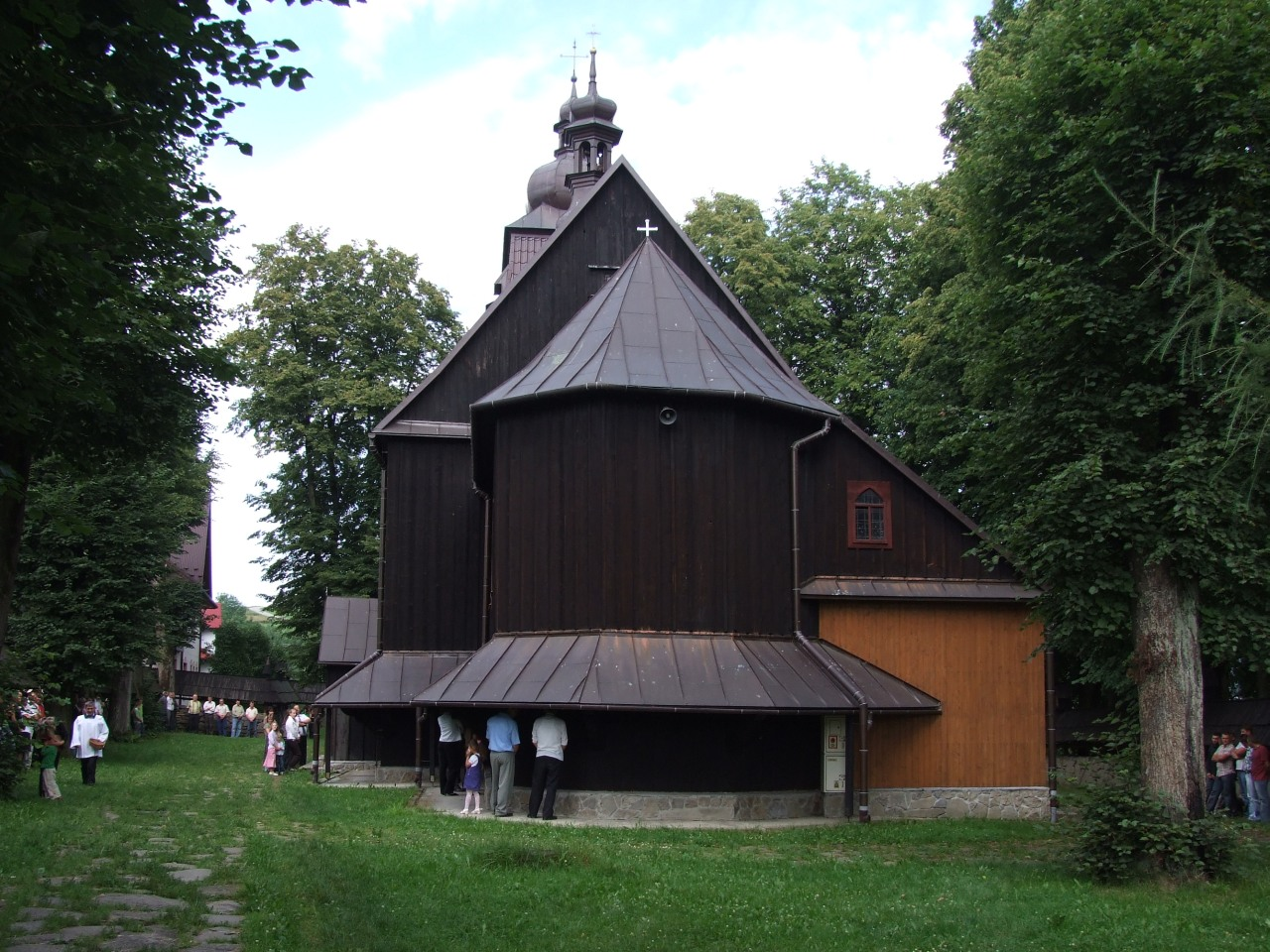
Kościół w Lubomierzu o konstrukcji zrębowej

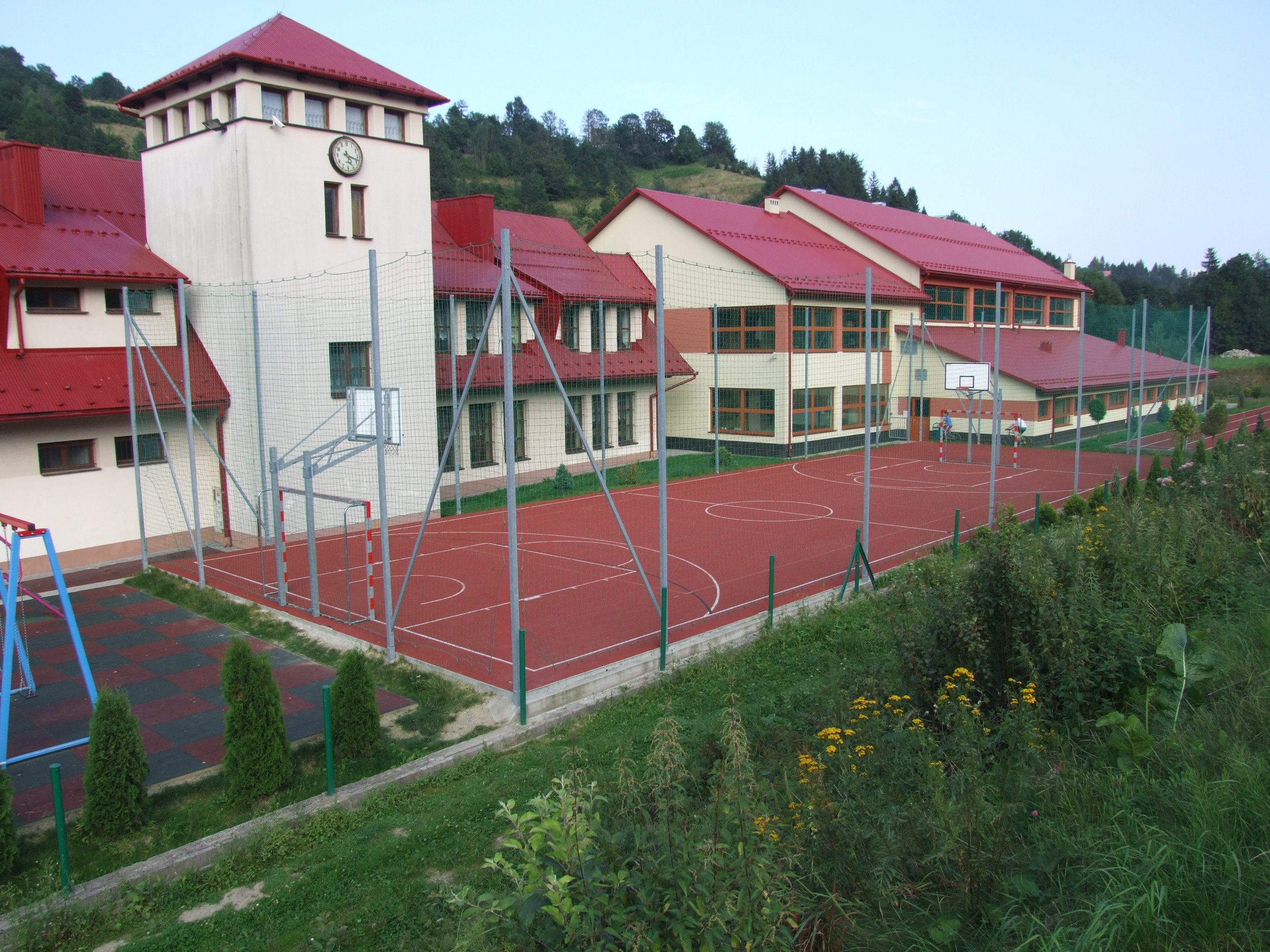
Szkoła podstawowa w Lubomierzu

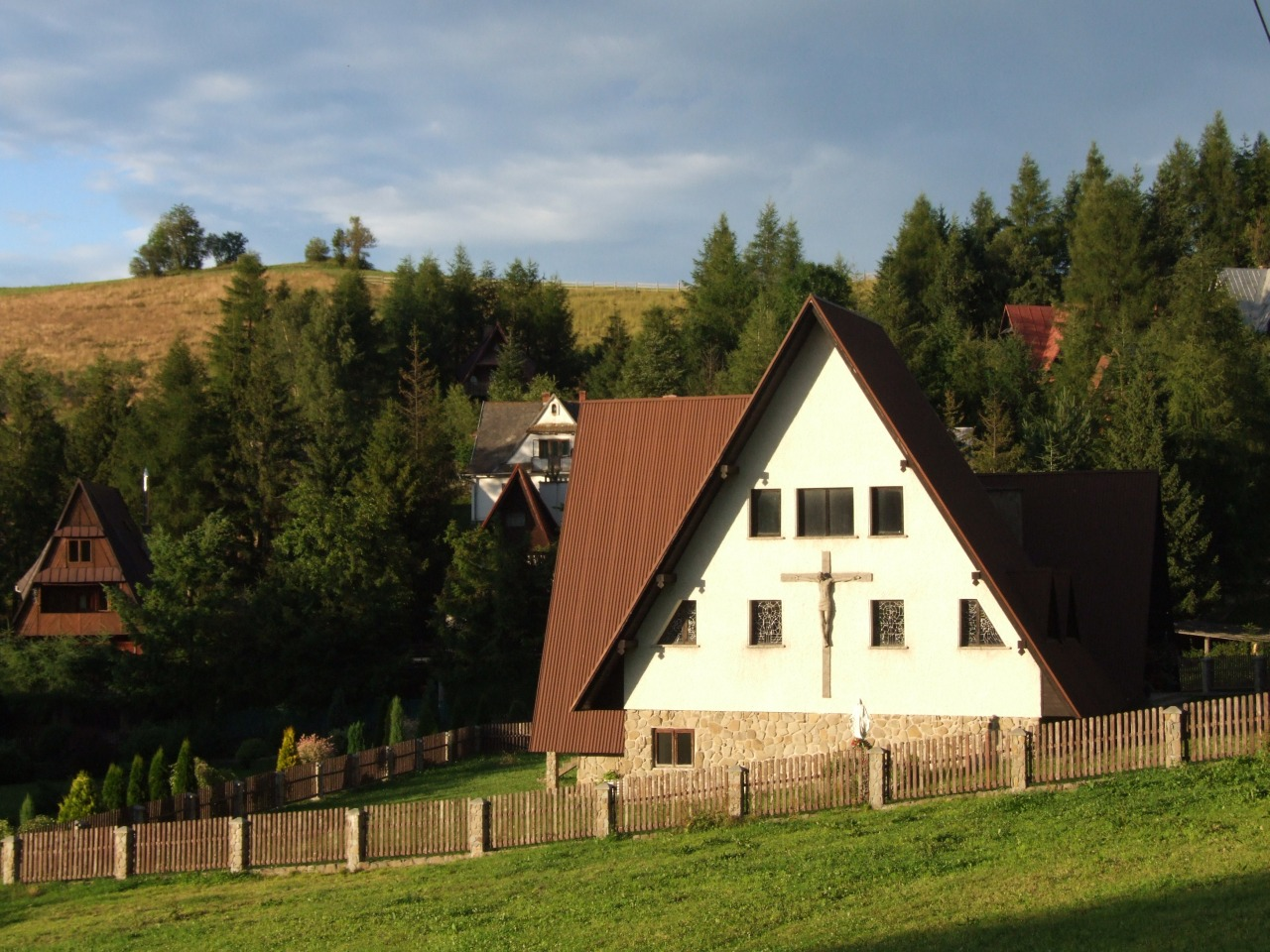
Kaplica na przełęczy Przysłop

Lubomierz – wieś w Polsce, położona w województwie małopolskim, w powiecie limanowskim, w gminie Mszana Dolna.
W latach 1975–1998 miejscowość należała administracyjnie do województwa nowosądeckiego.

## Nazwa
Istnieją w tradycji trzy sposoby wyjaśnienia pochodzenia nazwy Lubomierz:
- od nazwiska założyciela wsi Sebastiana Lubomirskiego;
- od imienia jego ukochanej (Luba);
- od słów Lubomirskiego: „Lubo mierz chłopom ziemię”, które wypowiedzieć miał przy podziale gruntów po uwłaszczeniu chłopów.

## Położenie geograficzne
Miejscowość położona jest w dolinie rzeki Mszanka, w dwóch regionach geograficznych: w Beskidzie Wyspowym (prawe zbocza doliny Mszanki) i w Gorcach (lewe zbocza Mszanki). Od granicy z Mszaną Górną i Łętowem ciągnie się we wschodnim kierunku po przełęcz Przysłop (750 m), a także po drugiej stronie tej przełęczy aż po osiedle Rzeki znajdujące się już w dolinie Kamienicy.
Przez całą długość miejscowości prowadzi droga wojewódzka nr 968.

## Integralne części wsi
| części wsi | Baniki, Borki, Bożki, Butory, Cyrki, Chachatki, Cholewy, Czaple, Dawczaki, Dudy, Dziedziny, Frankówka, Gołdyny, Guzary, Kołbony, Kozery, Marczaki, Mizery, Młyny, Mrózczaki, Nowaki, Ogiele Dolne, Ogiele Górne, Pajdziki, Paszki, Perze, Przysłop, Przysłopek, Rzeki, Siarki, Skrzatki, Sobczaki, Surmy, Szczypty, Terawa, Wajdy, Złotniki, Złydachy |

## Historia
Wykopaliska archeologiczne dowodzą, że tereny m.in. Lubomierza zasiedlone były przez bliżej nieznane plemię myśliwych już w okresie 3500–1700 p.n.e.
Przełom XIV i XV wieku to okres migracji na te obszary pasterzy wołoskich, którzy osiedlali się tu i stopniowo zasymilowali z miejscową ludnością. Szukając miejsc do wypasu swoich owiec i kóz zmienili oni na trwałe krajobraz – wypalając lub wycinając na grzbietach gór liczne drzewa pod polany. O asymilacji Wołochów z ludnością miejscową świadczą niektóre nazwiska mieszkańców oraz nazwy szczytów, jak Beskid czy Kiczora.
Oficjalnie wieś zaistniała w 1600 roku, jako własność Sebastiana Lubomirskiego, który osadził ją na prawie magdeburskim, a następnie zlikwidował pańszczyznę, uwłaszczając miejscowych chłopów. Wieś rozwijała się na tyle dynamicznie, że w okresie wojen szwedzkich zdecydowali się tu przeprowadzić na dwa lata zakonnicy z pobliskiego Szczyrzyca, którzy liczyli na schronienie w niedostępnej okolicy. Kolejni właściciele Lubomierza – Małachowscy i Wodziccy nie byli już tak postępowi i przywrócili układ feudalny a z nim obowiązek pańszczyźniany. Spowodowało to niezadowolenie chłopów i rozwój procederu określanego jako „zbójnictwo góralskie”.
Na miejscu obecnej leśniczówki „Turbacz” stała w XVIII w. huta szkła, wymieniana jeszcze w 1884 r. jako czynna. Odlewała m.in. szklane dzwony, szyby okienne, wszelkie naczynia, a produkty wywożono stąd przy pomocy kolejki wąskotorowej do Szczawy i dalej za granicę i na polskie dwory. W II poł. XIX wieku w dolinie Kamienicy czynnych było kilka tartaków.
W trakcie I wojny światowej na terenie Lubomierza toczyły się walki wojsk austro-węgierskich z rosyjskimi. Tutejsze okolice bardzo silnie związane były z działalnością Legionów Józefa Piłsudskiego. W czasie II wojny światowej w rejonie Gorca i Jaworzyny Kamienickiej swoją siedzibę miał 1 Pułk Strzelców Podhalańskich Armii Krajowej oraz znajdowało się lądowisko cichociemnych.

## Etnografia
Lubomierz zamieszkują górale zwani Zagórzanami, zachowała się dobrze gwara. Z dawnego budownictwa zobaczyć drewnianą kapliczkę z XVIII w. zbudowaną na zrąb, z prostokątnym dachem namiotowym. Poza tym we wsi zachowało się kilka dawnych drewnianych zagród.
Na pobliskim Przysłopie Władysław Orkan umieścił akcję powieści W Roztokach, w której opisuje ciężkie realia życia biednych galicyjskich wsi w okresach rozbiorowym. Powyżej tej przełęczy, na polanie Jaworzynka znajduje się zachowany w dobrym stanie szałas.
W Lubomierzu mieszkał najsłynniejszy gorczański baca – rodem ze Szczawy – Tomasz Chlipała zwany Bulandą.

## Religia
Aż do erygowania samodzielnej parafii, Lubomierz należał do parafii w Niedźwiedziu. Od 1919 wieś należy do parafii pw. św. Józefa Oblubieńca Najświętszej Maryi Panny, która administruje drewnianym kościołem parafialnym.

## Turystyka i rekreacja
Lubomierz jest bazą wypadową do uprawiania turystyki pieszej, rowerowej, konnej i narciarskiej. Wychodzą stąd liczne szlaki turystyczne, zarówno w Gorce (w tym w Gorczański Park Narodowy), jak i w Beskid Wyspowy.
Na północnym stoku Jaworzynki (1026 m) działa stacja narciarska „Ski Lubomierz”. Zainstalowane są trzy wyciągi narciarskie: podwójny orczyk o długości prawie 700 m i różnicy wzniesień do 200 m, pojedynczy orczyk o długości 400 m oraz mały wyciąg talerzykowy o długości 160 m.
W latach 50. przyjeżdżał tu Karol Wojtyła, późniejszy papież Jan Paweł II, by móc wędrować po ulubionych Gorcach. W 1976 roku zawitał do Rzek po raz ostatni. Chatę leśników, w której mieszkał, i polanę nazwano na pamiątkę Papieżówką.

## Szlaki turystyczne

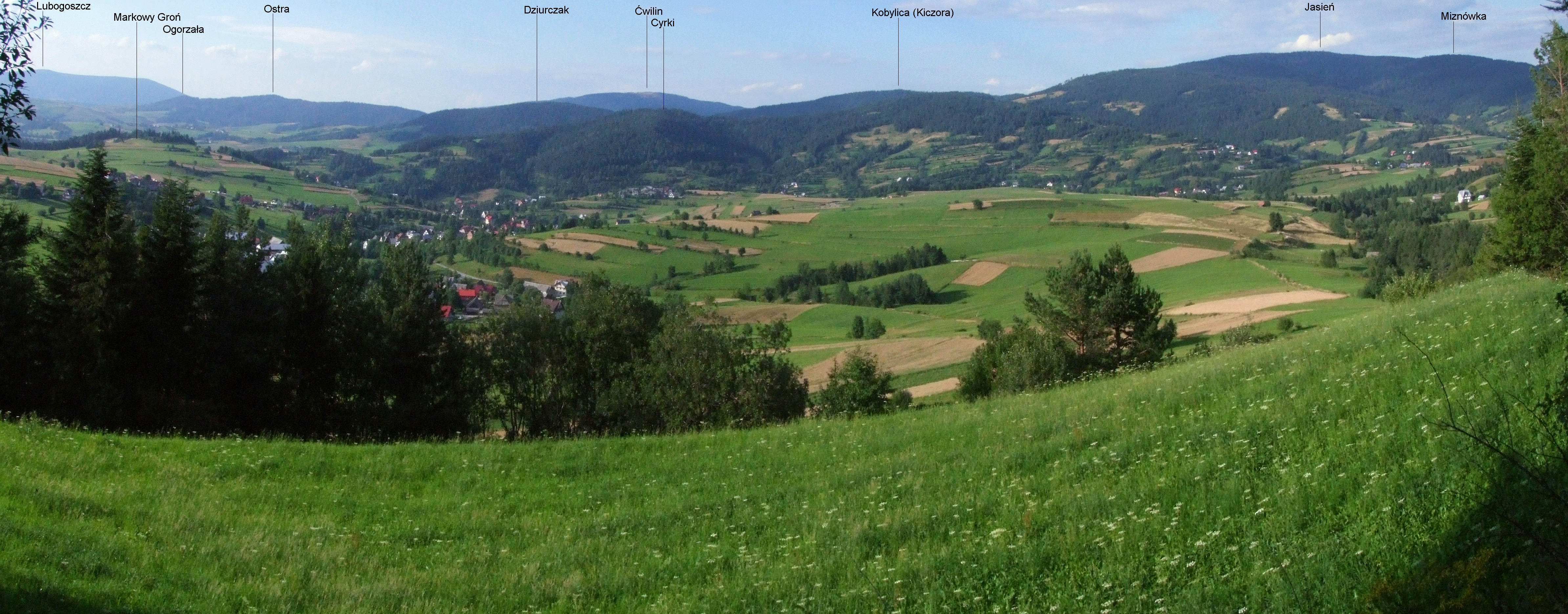
Panorama Lubomierza. Widok z Gorców

– żółty: Przysłop – Myszyca, Jasień – Krzystonów – Mogielica. 4 h, ↓ 3:30 h
 – żółty: Przysłop – Jaworzynka – Gorc Troszacki – Kudłoń – przełęcz Borek – Czoło Turbacza – Turbacz. 4 h, ↓ 3:30 h.
 – czarny: Lubomierz (kościół) – polana Folwarczna. 55 min., ↓ 35 min
 – czarny: Lubomierz (kościół) – Polana Jastrzębie – Kudłoń – Kopa – Konina. 3.50 h, ↓ 3.50 h
 – niebieski: Rzeki – Trusiówka – Papieżówka – polana Stawieniec – Gorc Troszacki.
 – niebieski: Rzeki – Nowa Polana – Gorc. 2 h, ↓ 1.10 h, deniwelacja 510 m.